# Дэшнер, Джеймс
Джеймс Дэшнер (англ. James Dashner) — американский писатель.

## Биография
Джеймс Дэшнер родился в американском городе Остелл в 1972 году, став седьмым ребёнком в семье. С самого детства Джеймс мечтал заниматься писательством. У родителей Джеймса была старая пишущая машинка, на которой он впервые попробовал писать, но дальше хобби дело не зашло. После окончания школы Джеймс поступил в Университет Бригама Янга, где получил степень магистра в области бухгалтерского учёта. Прежде чем посвятить себя карьере писателя работал в сфере финансов, но, в конце концов, давняя страсть взяла вверх.
Начиная с 2003 года Джеймс регулярно пишет книги для детей и подростков в жанре фэнтези. А его самый популярный роман — «Бегущий в лабиринте», — открывший одноименный цикл, написан для более взрослой аудитории (Young Adult). Серия рассказывает историю группы подростков, непонятно как и зачем оказавшихся в странном Лабиринте, населенном жуткими существами.
В 2012 году автор «положил начало» межавторскому циклу «Infinity Ring», по своей структуре напоминающему «39 ключей» под эгидой Рика Риордана. В планах у Дэшнера новая серия книг — «The Mortality Doctrine», — первый роман которой вышел в октябре 2013 года: на этот раз автор расскажет о кибер-мире.
В свободное от творческого процесса время Джеймс любит читать, смотреть фильмы и хорошие ТВ-шоу, кататься на лыжах. Всё перечисленное может вдохновить его на творчество: например, «Бегущий в лабиринте» был написан под сильным влиянием «Игры Эндера» Орсона Скотта Карда и «Повелителя Мух» Уильяма Голдинга. Каждый раз, когда Джеймса одолевает творческий кризис, он берет перерыв на просмотр фильма или прочтение книги. Тогда идеи просто бьют фонтаном — только и успевай записывать.
В настоящее время Джеймс Дэшнер живёт в Скалистых горах в штате Юта вместе со своей семьей и продолжает писать.

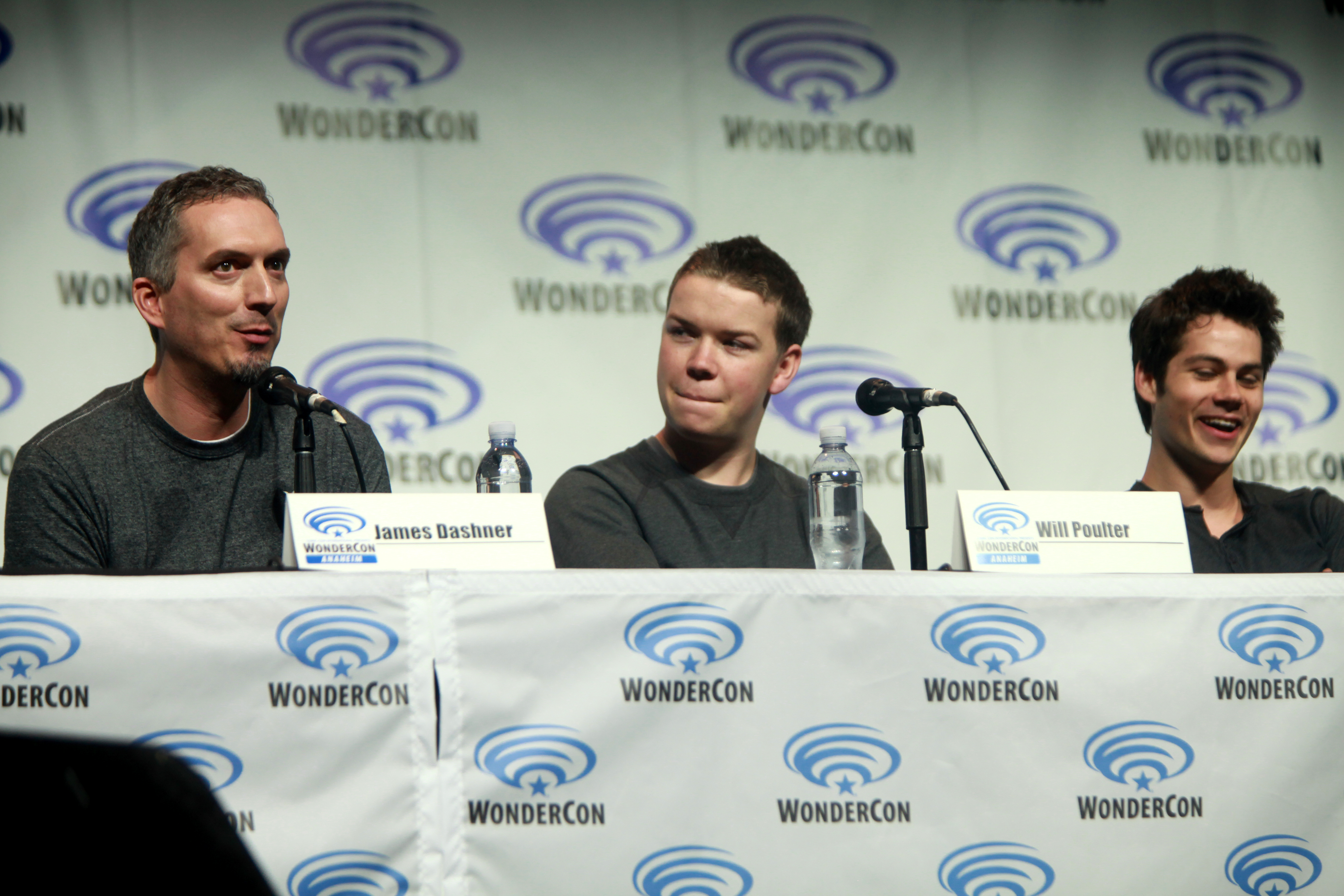
Джеймс Дэшнер, Уилл Поултер и Дилан О'Брайен

### «Сага Джимми Финчера» («Jimmy Fincher Saga»)
- A Door In The Woods (2003)
- A Gift Of Ice (2004)
- The Tower of Air (2004)
- War of the Black Curtain (2005)

### Серия «Бегущий в лабиринте» («The Maze Runner»)
- Бегущий в Лабиринте (2009)
- Испытание огнём (2010)
- Лекарство от смерти (2011)
- Тотальная угроза (2012)
- Код Лихорадки (2016)
- Дом шизов (2020)

### Новая серия «Бегущий в лабиринте» («The Maze Runner»)
- Разрезающий лабиринт (2023)
- Разрезающий лабиринт. Три ипостаси божества (2024)

### Серия «Тринадцатая реальность» («The 13th Reality»)
- Архив странных писем (2008)
- Охота за Темной Бесконечностью (2009)
- Лезвие разбитой надежды (2010)
- Бездна грома и мглы (2013)

### Межавторский цикл «Кольцо бесконечности» («The Infinity Ring»)
- Мятеж во времени (2012)
- Son of Zeus (2014)

### Серия «Доктрина смертности» («The Mortality Doctrine»)
- Смертоносная игра (2013)
- Господство мысли (2014)
- Игра в жизни (The Game Of Lives (2015))

## Экранизации
- Бегущий в лабиринте (2014)
- Бегущий в лабиринте: Испытание огнём (2015)
- Бегущий в лабиринте: Лекарство от смерти (2018)